# Fissidens brevidorsus
Fissidens brevidorsus är en bladmossart som beskrevs av Hugh Neville Dixon 1942. Fissidens brevidorsus ingår i släktet fickmossor, och familjen Fissidentaceae. Inga underarter finns listade i Catalogue of Life.